# Pierre Albertini
Pierre Albertini (* 4. Januar 1942; † 27. Januar 2017) war ein französischer Judoka. Er war 1967 Europameisterschaftszweiter im Halbschwergewicht.

## Sportliche Karriere
Pierre Albertini war 1966, 1968, 1970 und 1971 französischer Meister im Halbschwergewicht, der Gewichtsklasse bis 93 Kilogramm.
Bei den Europameisterschaften 1967 in Rom gewann er die Silbermedaille, nachdem er im Finale gegen den Deutschen Peter Herrmann verloren hatte. Im gleichen Jahr erkämpfte Albertini die Bronzemedaille bei der Universiade.
1970 bei den Europameisterschaften in Ost-Berlin gewann Albertini eine Bronzemedaille hinter Wladimir Pokatajew aus der Sowjetunion und Uwe Stock aus der DDR. Im Jahr darauf verlor Albertini im Viertelfinale der Weltmeisterschaften in Ludwigshafen gegen den Japaner Fumio Sasahara. Nach einem Sieg in der Hoffnungsrunde unterlag er im Kampf um eine Bronzemedaille Helmut Howiller aus der DDR. Bei den Olympischen Spielen 1972 in München besiegte Albertini in seinem ersten Kampf den Liechtensteiner Hans-Jakob Schädler und verlor dann gegen den Briten David Starbrook. In der Hoffnungsrunde bezwang er den Schweizer Frédéric Kyburz und schied dann gegen den späteren Olympiasieger Schota Tschotschischwili aus der Sowjetunion aus.